# Kościół św. Jakuba w Dzierżążnie
Kościół św. Jakuba – katolicki kościół parafialny zlokalizowany w Dzierżążnie, w gminie Morzeszczyn na Kociewiu.

## Historia i architektura
Dzierżążno było siedzibą pierwszej kociewskiej parafii, którą założono prawdopodobnie w 1001 lub 1096. Obecna, gotycka świątynia powstała w XIV wieku, a generalny remont przeszła w XVIII wieku (mniejsze przebudowy miały też miejsce w XVI i XIX wieku). Z połowy XVIII wieku pochodzi więc praktycznie całe barokowe wyposażenie wnętrza, m.in. ołtarze boczne, ambona, czy dwa feretrony. Renesans (XVII wiek) reprezentują natomiast chrzcielnica i ławy. XIX-wieczna jest wieża z muru pruskiego nakryta łamanym hełmem ostrosłupowym, elewacje boczne zdobią naprzemiennie blendy i okna. 

## Wyposażenie
Wyposażenie świątyni ufundował biskup Hieronim Rozdrażewski w 1590, ale zostało ono rozkradzione z ozdób w czasie reformacji. Malowidła na drewnianym stropie (m.in. przedstawiające ochrzczonego Turka) wykonał Władysław Drapiewski z Pelplina w latach 1921-1922. W dwukondygnacyjnym ołtarzu głównym znajduje się obraz przedstawiający św. Jakuba Apostoła. W ołtarzach bocznych umieszczono wizerunki Matki Bożej Różańcowej i św. Józefa. Wszystkie ołtarze są drewniane i polichromowane. Ambona jest rokokowa i pochodzi z XVIII wieku, podobnie jak chrzcielnica, barokowy konfesjonał i feretrony. Również te elementy wykonano z drewna i polichromowano. 

## Galeria

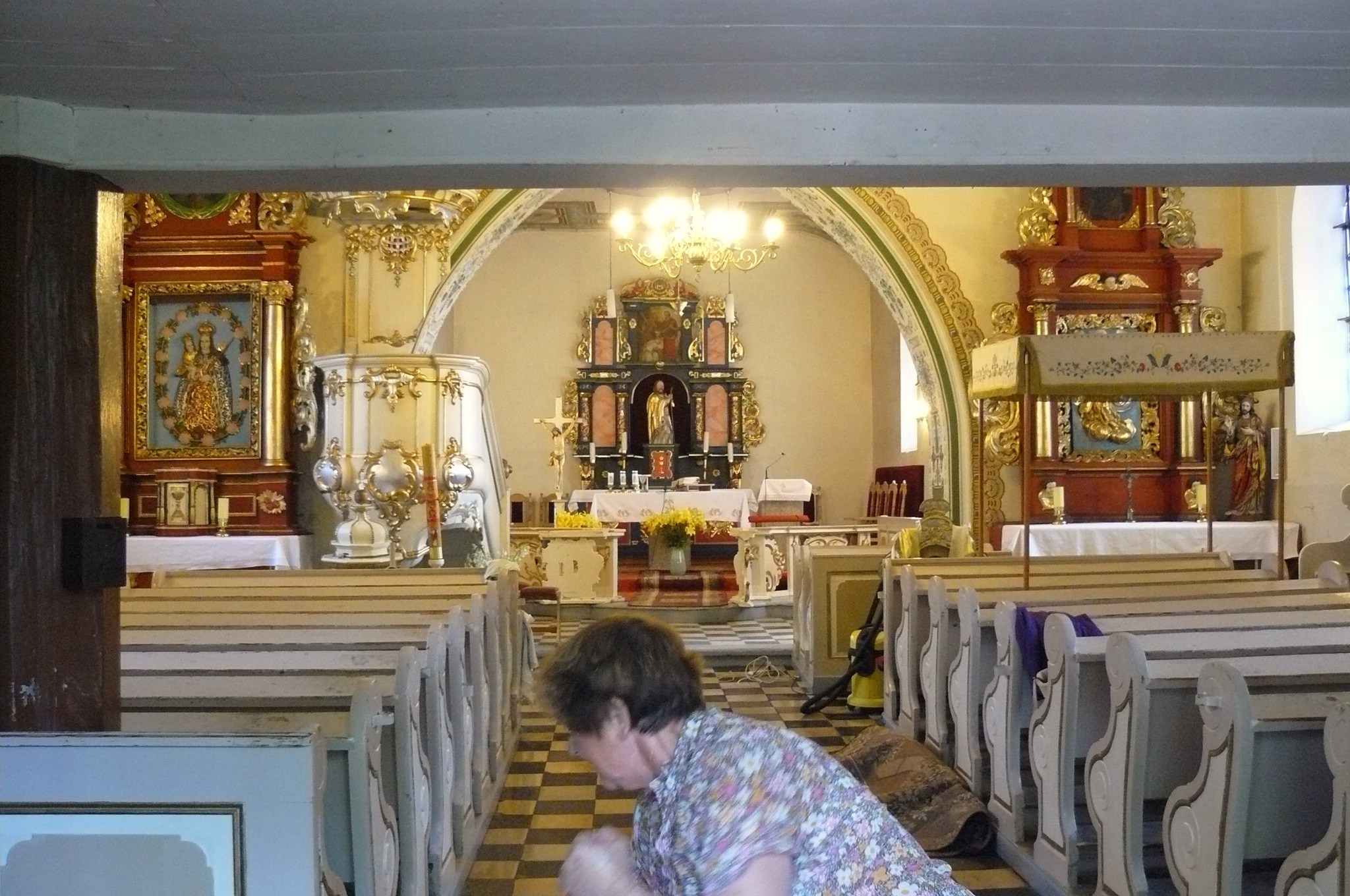
Wnętrze
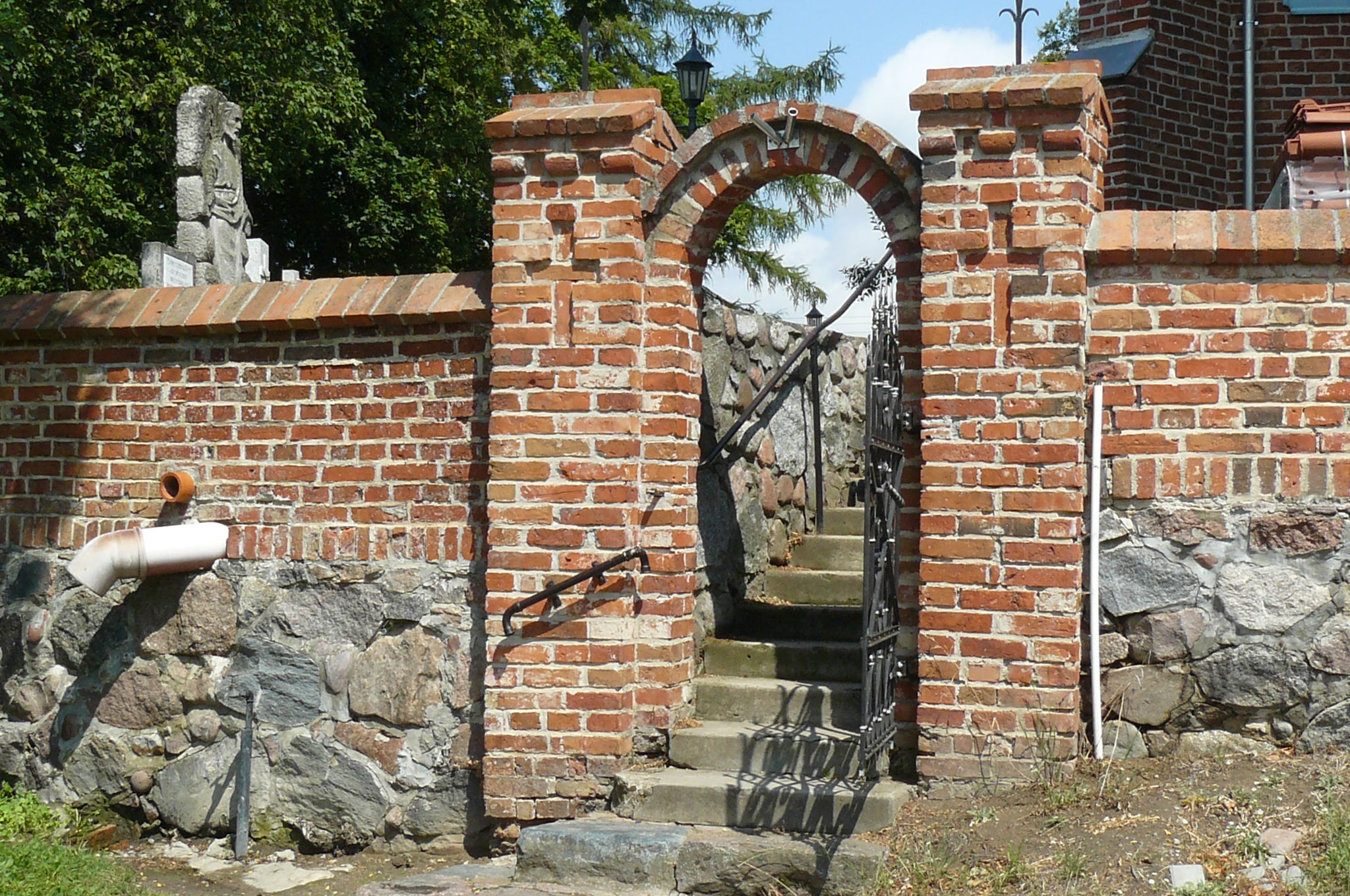
Brama
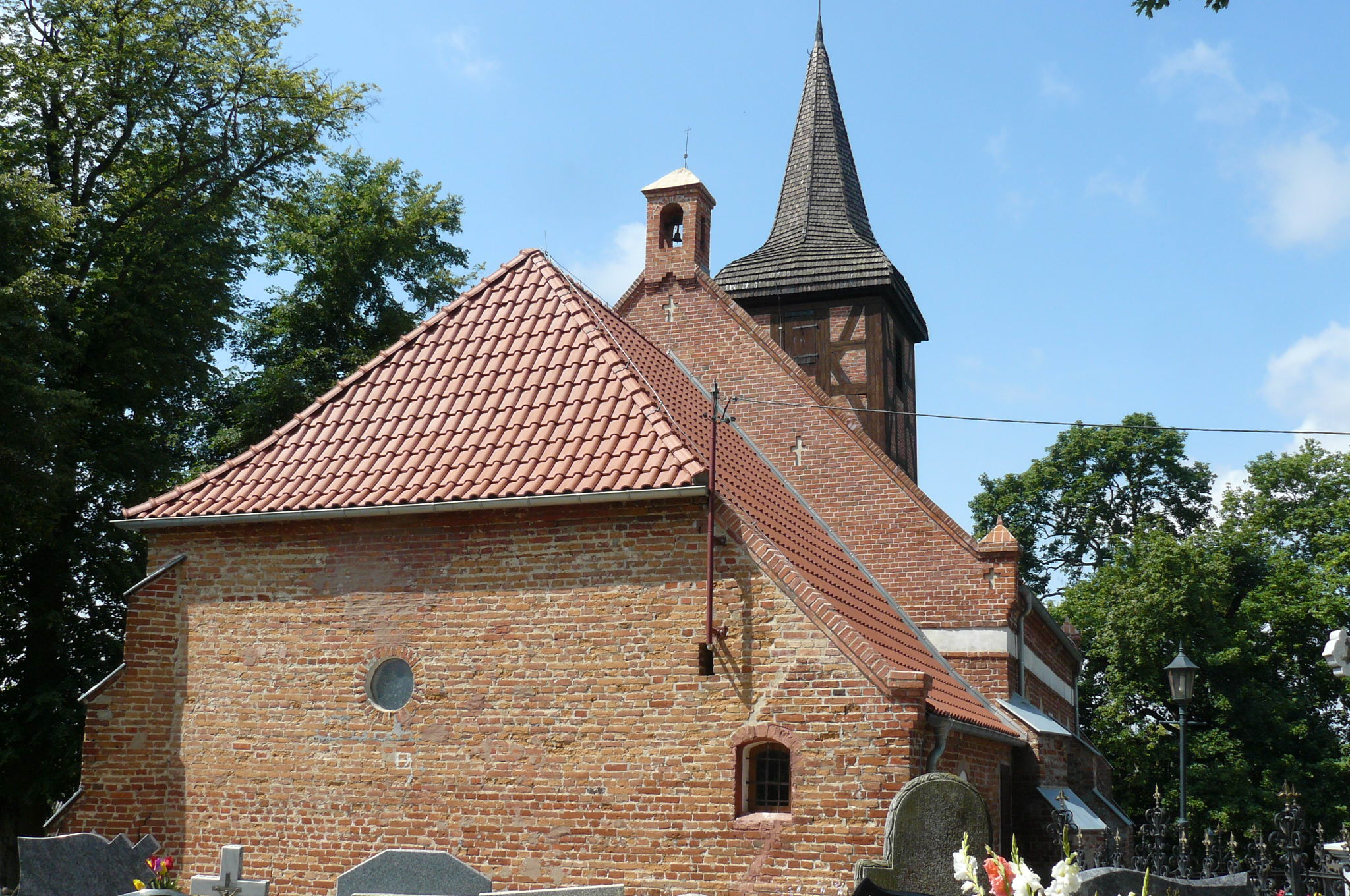
Zakrystia